# El Látigo
El Látigo: semanario electorero-que se ríe alegremente-de las artes de puchero-a mandíbula batiente va ser una publicació satírica reusenca que sortí l'any 1913.

## Història
A la seva salutació, El Látigo es definia sense deixar dubtes: "Al presentar-nos al "palenque" de les lluites periodístiques, enviem la nostra coral salutació a tota la premsa electorera, peró, especialment a n'els nostres benvolguts confrares El Camell, Foment y la veu de les Comares, tres periòdics distints amb una sola ánima reaccionaria patriotera. I els enviem en catalá, no fos que amb la llengua del tirá no ens entenguessin". Les seves intencions eren ben clares: respondre als atacs contra els possibilistes que es publicaven a El Camell, Foment i Les Circumstàncies (La veu de les Comares amb ironia). Va sortir al carrer el 8 de març de 1913, el dia abans de les eleccions municipals, per intentar perjudicar la coalició Unió Republicana Nacionalista. Els articles anaven dirigits contra els personatges locals, ja fossin del Foment Nacionalista Republicà o de la Lliga Regionalista. Algunes persones objecte dels seus atacs es poden identificar, com ara Pau Font de Rubinat i Ramon Vidiella. D'altra banda, tot i que el contingut de la revista se centrava sobretot en les immediates eleccions a diputats provincials, el seu interès real eren les eleccions municipals que s'havien de celebrar el mes de novembre següent.
El seu director era J. Company i Torrell, probablement director de palla, Igual que a El Camell, els articles no anaven signats, però, segons l'historiador i estudiós de la premsa satírica reusenca Marc Ferran, "podríem identificar els seus autors com a redactors de la premsa possibilista local".
El 1887 havia sortit una altra publicació reusenca amb el nom de El Látigo: semanario festivo y satírico.

## Aspectes tècnics
En format foli i de vuit pàgines s'imprimia a la Impremta de Carreras i Vila. Tenia la capçalera tipogràfica. Només se'n coneix un número, del 8 de març de 1913.

## Localització
- A la Biblioteca de Catalunya.[4]